# Karl Ahorner

Karl Ahorner, Porträtfoto aus dem Reichstags-Handbuch 1938

Karl Ahorner (* 8. September 1889 in Kirchdorf, Steiermark; † 6. August 1949 in Leoben) war ein österreichischer Politiker (NSDAP).

## Leben und Wirken
Nach dem Besuch der Volksschule und eines humanistischen Gymnasiums wurde Karl Ahorner an der Lehrerausbildungsanstalt in Graz ausgebildet. Seit 1908 arbeitete er als Lehrer. Von 1915 bis 1918 nahm er mit der k.u.k. Armee am Ersten Weltkrieg teil, in dem er an der italienischen Front kämpfte. Aus dem Krieg kehrte er als 40 % kriegsinvalid zurück.
1923 trat Ahorner in die NSDAP ein. 1925 wurde er außerdem SA-Führer. Im selben Jahr übernahm er das Amt eines stellvertretenden Ortsgruppenleiters. Nachdem er von 1927 bis zum Herbst 1930 als Führer dem Steirischen Heimatschutz angehört hatte, trat Ahorner der neu gegründeten NSDAP zum 1. November 1930 bei (Mitgliedsnummer 301.903) und fungierte bis 1938 als Orts- und Bezirksleiter der NSDAP. Von 1932 bis 1933 stand er zudem der nationalsozialistischen Gemeindefraktion in Bruck an der Mur vor. Im Juni 1933 wurde er auf Anordnung des Kreisgerichts Leoben wegen Hochverrats verhaftet, musste jedoch aus Mangel an Beweisen wieder freigelassen werden. Von 1934 bis April 1939 war er NSDAP-Kreisleiter in Bruck an der Mur.
Von April 1938 bis zum Ende der NS-Herrschaft im Frühjahr 1945 saß Ahorner als Abgeordneter für das Land Österreich im nationalsozialistischen Reichstag. Ahorner, bereits seit 1930 als Gauredner tätig, wurde im Dezember 1941 zum Gauredner im Amt der Reichspropagandaleitung ernannt. In der SS, der er zum 1. Februar 1938 beitrat (SS-Nummer 304.032), erreichte er 1941 den Rang eines Untersturmführers.
Am 16. März 1948 wurde Ahorner durch das Volksgericht Graz zu einer Strafe von zehn Jahren schwerem Kerker verurteilt. Die Strafe wurde vor allem mit Ahorners Rolle als Kreiswahlleiter bei der nach dem deutschen Einmarsch in Österreich angesetzten Volksabstimmung über den „Anschluss“ Österreichs an das Deutsche Reich begründet:
„Der Angeklagte war zuerst, wie er selbst zugibt, Kreiswahlleiter. Auch dieser fällt schon unter den Tatbestand nach Artikel 1 Absatz 6 KVG, da durch die Vorbereitungen zu einer sogenannten Wahl dem Auslande gegenüber bereits eine Propaganda mit Zahlen gemacht werden sollte, die angeblich hinter Hitler standen, und dies die erste Stufe zur Errichtung der NS-Gewaltherrschaft in Österreich war.“
Ahorner starb ein Jahr später, am 6. August 1949, kurz vor seinem 60. Geburtstag. Wenige Tage vor seinem Tod wurde er, während er im Stefanie-Spital in Leoben behandelt wurde, wieder in die römisch-katholische Kirche, aus der er 1939 ausgetreten war, wieder aufgenommen.